# WrestleMania XXV
WrestleMania XXV, WrestleMania 25th Anniversary o The 25th Anniversary of WrestleMania, va ser la vint-i-cinquena edició de WrestleMania, un esdeveniment Pay Per View de lluita lliure professional de l'empresa World Wrestling Entertainment. Va tenir lloc el 5 d'abril de 2009 al Reliant Stadium de Houston, Texas. Els temes musicals per a l'esdeveniment eran Shoot to Thrill i War Machine d'AC/DC.
Aquesta WrestleMania va ser la segon realitzada a l'estat de Texas, sent la primera WrestleMania X-Seven.

## Combats disputats
En negreta el tipus de combat i el títol en joc.
(c) = campió.
- Dark Match pel Campionat Mundial per Parelles Unification Match: Carlito & Primo derrotaren John Morrison & The Miz

- Money in the Bank Ladder match: CM Punk derrotà Kane, Mark Henry, MVP, Shelton Benjamin, Kofi Kingston, Christian Cage, Finlay (14:23).

- Miss WrestleMania Battle Royal: Santino Marella derrotà 24 dives de RAW, SmackDown!, ECW (7:25).

- 3 on 1 Handicap Elimination match: Chris Jericho vs. Roddy Piper, Ricky Steamboat & Jimmy Snuka (amb Ric Flair) (8:33).

- Extreme Rules Match: Matt Hardy derrotà Jeff Hardy (13:38)

- WWE Campionat Intercontinental: Rey Mysterio derrotà JBL (c) (00:21).

- Singles Match:  The Undertaker derrotà Shawn Michaels (30:44).

- Triple Threat Match pel Campionat Mundial del Pes pesant: John Cena derrotà Edge (c), The Big Show (14:33)

- Campionat de la WWE: Triple H (c) derrotà Randy Orton (28:35).